# جزيرة كارانغ بونغكوك
جزيرة كارانغ بونغكوك وهي جزيرة من جزر إندونيسيا، وتقع في إقليم جاكارتا، في بولاو سيريبو ضمن شمال الجزر الألف.